# Gynoplistia wilsonella
Gynoplistia wilsonella là một loài ruồi trong họ Limoniidae. Chúng phân bố ở miền Australasia.